# Messe Berlin GmbH
Messe Berlin GmbH — немецкая компания, оператор крупных выставочных объектов в Берлине: Мессе Берлин, Берлинского международного конгресс-центра, Берлинского экспоцентра «Аэропорт» и мультифункционального павильона CityCube Berlin.
Годовой оборот компании 238 млн евро (2015).

## Путь к созданию
- 1822 — проведение первой коммерческой выставки с организационным обслуживанием.
- 1924 — организация и проведение первой выставки радиоиндустрии.
- 1926 — проведение первой Зелёной недели и открытие Берлинской радиобашни.
- 1928 — проведение первой Международной авиационно-аэрокосмической выставки на территории радиобашни.
- 1930 — организация выступления Альберта Эйнштейна на открытии 7-й немецкой радиовыставки.
- 1935 — строительство Deutschlandhalle[нем.].
- 1967 — проведение первой туристской выставки-биржи.
- 1970—1979 — возведение шести новых выставочных павильонов. Создание объединения «AMK Berlin», занимающегося организацией и проведением выставок (A — Ausstellung), ярмарок (M — Messe), конгрессов (K — Kongress).
- 1979 — открытие Берлинского международного конгресс-центра.
- 1992 — преобразование «AMK Berlin» в общество с ограниченной ответственностью Messe Berlin GmbH.

## Расширение деятельности
- 1996 — проведение первой выставки транспортных технологий.
- 2003 — завершение строительства южного входа в комплекс Мессе Берлин.
- 2007 — организация выставки «Asia Fruit Logistica» в Бангкоке.
- 2008 — проведение туристской биржи «ITB Asia» в Сингапуре.
- 2011 — начало строительства Берлинского экспоцентра «Аэропорт», прилегающего к аэропорту Берлин-Бранденбург.
- 2012—2014 возведение мультифункционального павильона CityCube Berlin[нем.] на территории выставочного комплекса Мессе Берлин[5][7].

Messe Berlin GmbH имеет свои представительства в 85 странах мира на пяти континентах, что позволяет участникам различных мероприятий при необходимости легко связаться с сотрудниками у себя на родине.
События, которые ежегодно проводит Messe Berlin GmbH, освещают в своих репортажах более 28 тысяч журналистов из многих стран мира.

## Важные выставки
Перечень мероприятий, которые проводит Messe Berlin GmbH, состоит из 30 отдельных событий. Среди них можно выделить наиболее значимые:
- Берлинский авиасалон.
- ITB Berlin (Международная туристская биржа).
- Международная зелёная неделя в Берлине — выставка пищевой промышленности, сельского хозяйства и садоводства.
- Международная выставка транспортных технологий — InnoTrans.
- IFA Берлин (Международная выставка бытовой электроники)
- Международная выставка-ярмарка фруктов и овощей — Fruit Logistica[нем.].

## Партнёры
Партнёры Messe Berlin GmbH имеют разный процент участия:
- Земля Берлин (99,7 %)
- Industrie- und Handelskammer zu Berlin[нем.] (Берлинская Промышленно-торговая палата 0,17 %)
- Berlin Partner GmbH (0,07 %)
- ZVEI Zentralverband Elektrotechnik und Elektronikindustrie e.V.[нем.] (Центральное объединение электротехники и электронной промышленности 0,03 %)
- VDMA Verband Deutscher Maschinen- und Anlagenbau e.V.[нем.] (Объединение германского машиностроения и строительства сооружений 0,03 %)

Messe Berlin GmbH имеет три 100 % дочерних компании (Capital Catering GmbH, MB Capital Services GmbH, Capital Facility GmbH) . Кроме того, есть и другие компаньоны, участвующие в организации выставок и конференций промышленного, сельскохозяйственного, туристского и иного профиля.